# Io vi curo
Io vi curo è il secondo ed ultimo album in studio di Angela Cavagna. In vari paesi è conosciuto con il titolo Sex Is Movin'.

## Descrizione
L'album è stato pubblicato nel 1992 all'apice della carriera della showgirl, durante la sua partecipazione a Striscia la notizia, nel ruolo di "infermiera sexy". In origine l'album era stato pubblicato in paesi come la Spagna, Svezia e Paesi Bassi, dove era intitolato Sex Is Movin' e fu promosso con i singoli Easy Life e Dynamite. Successivamente fu appunto pubblicato in Italia, supportato dalla presenza dell'artista in televisione. Il titolo dell'album era la frase tipica della Cavagna durante lo show di Antonio Ricci.
Il disco contiene numerose cover di classici italiani (Quando quando quando, E la luna bussò) e non solo (Quinn the Eskimo (Mighty Queen)), cantati in lingua inglese o spagnola, oltre ad alcuni brani inediti come Easy Life, Take a Byte, Sex Is Movin', Viviendo sin tu amor. Le sonorità dell'album erano Italodisco.
In Italia l'album è stato pubblicato dall'etichetta discografica Five, mentre in Giappone e altri mercati uscì per la King.

## Tracce
1. Cuando, cuando, cuando (Tony Renis-Alberto Testa) - 3:34
2. Y la luna llegò (Lavezzi-Avogadro-Pace Fuster) - 4:04
3. Take a Byte (Natale-Turatti-Melloni-Gubinelli) - 4:11
4. Sex Is Movin' Natale-Turatti-Melloni-Gubinelli) - 4:48
5. Dynamite (Bonsanto-Preti-Pulga-Charlton) - 4:48
6. Viviendo sin tu amor (Portento-Natale-Turatti-Melloni) - 4:28
7. Quinn the eskimo (Mighty Queen) (B.Dylan) - 3:45
8. Easy Life (Natale-Turatti-Melloni-Gubinelli) - 4:21
9. We Belong Together (Weiss-Corr-Mitchell) - 3:18